# Selysioneura drymobia
Selysioneura drymobia är en trollsländeart som beskrevs av Maurits Anne Lieftinck 1959. Selysioneura drymobia ingår i släktet Selysioneura och familjen Isostictidae. Inga underarter finns listade i Catalogue of Life.